# 伊莎贝拉·迪莱夫斯卡
伊莎贝拉·迪莱夫斯卡-希维亚托维亚克（波蘭語：Izabela Dylewska-Światowiak，1968年3月16日—），波兰女子皮划艇运动员。她曾代表波兰参加1988年、1992年和1996年夏季奥林匹克运动会皮划艇比赛，获得二枚铜牌。